# 357 Dywizja Piechoty (III Rzesza)
357 Dywizja Piechoty (niem. 357. Infanterie-Division) – niemiecka dywizja z czasów II wojny światowej, sformowana na poligonie w Radomiu na mocy rozkazu z 11 listopada 1943 roku, w 21. fali mobilizacyjnej przez XVIII Okręg Wojskowy.

## Struktura organizacyjna
- Struktura organizacyjna w listopadzie 1943 roku:
  - 944 Pułk Grenadierów (Grenadier-Regiment 944) - 1 grudnia 1943
  - 945 Pułk Grenadierów (Grenadier-Regiment 945) - 1 grudnia 1943
  - 946 Pułk Grenadierów (Grenadier-Regiment 946) - 1 grudnia 1943
  - 357 Pułk Artylerii (Artillerie-Regiment 357) - 30 listopada 1943
  - 357 batalion pionierów
  - 357 dywizyjny batalion fizylierów,
  - 357 oddział przeciwpancerny,
  - 357 oddział łączności,
  - 357 polowy batalion zapasowy;

## Dowódcy dywizji
- Generalleutnant Wolfgang von Kluge 1 XII 1943 – 1 IV 1944;
- Generalmajor Knut Eberding 1 IV 1944 – 10 V 1944;
- Generalmajor Norbert Holm 10 V 1944 – 12 IX 1944;
- Generalleutnant Josef Rintelen 12 IX 1944 – III 1945;
- Oberst Walter Krüger III 1945 – 8 V 1945;